# Corazon Aquino
Maria Corazon "Cory" Cojuangco Aquino (Paniqui, 25. siječnja 1933. – Makati, 1. kolovoza 2009.) bila je predsjednica Filipina, svjetski poznata zagovornica demokracije, mira, ženskih prava i vjerskih vrlina. Izabrana je kao 11. predsjednica Republike Filipini, a vladala je od 1986. do 1992. godine. Bila je prva žena predsjednica Filipina, ali i prva žena predsjednica neke od država u Aziji. 

## Životopis
Corazon Aquino je rođena 25. siječnja 1933. godine u provinciji Tarlacu. Podrijetlom je iz bogate zemljoposjedničke obitelji. Diplomirala je 1954. godine na newyorškom Koledžu Mount St. Vincent.
Aquino, koja je po vlastitim riječima, bila "obična domaćica", u politiku je ušla zahvaljujući svom suprugu, senatoru Benignu Aquinu ml., koji se početkom 1980-ih godina nametnuo kao glavni protivnik autokratskog predsjednika Ferdinanda Marcosa. Muž joj je, nedugo nakon povratka iz trogodišnjeg egzila u SAD, ubijen 21. kolovoza 1983. godine. Oko njegove udovice se okupila filipinska demokratska opozicija, te se Corazon Aquino kandidirala za predsjednicu kada je krajem 1985. godine Marcos iznenada raspisao izbore. Nakon što se Marcos nakon njih proglasio pobjednikom, Aquino je to odbila prihvatiti i pokrenula široki val demonstracija širom zemlje koji je doveo do Marcosovog pada, a Corazon Aquino preuzela dužnost predsjednika.
Aquino je na mjestu predsjednice Filipina ostala do 1992. godine. Za vrijeme njenog mandata je uveden novi ustav kojima su smanjene ovlasti predsjednika, te uvedeno novo zakonodavstvo kojima su se štitila ljudska prava. Aquino je također provodila ekonomske reforme u cilju stvaranja tržišne privrede, ali i nastojala pregovorima okončati dugogodišnje sukobe s muslimanskim i komunističkim gerilcima. Filipini su u njeno doba, pak, pretrpili niz prirodnih katastrofa, a njena administracija je bila pod stalnom prijetnjom vojnog udara. Godine 1992. ju je naslijedio Fidel Ramos. 
Poslije isteka mandata se Aquino povukla iz politike, iako je povremeno javno komentirala tekuća politička zbivanja. Dana 1. kolovoza 2009. godine umrla je od posljedica raka.
Njezin sin Benigno Aquino III. bio je predsjednik Filipina od 2010. do 2016. godine.

## Vanjske poveznice

### Mrežna mjesta
- Službena stranica
- Time Woman of the Year: Corazon "Cory" Aquino  Arhivirana inačica izvorne stranice od 19. kolovoza 2013. (Wayback Machine)
- NYTimes obituary
- Predsjednica Aquino u godišnjoj kronici Time Magazina

### Ostali projekti
|  | Zajednički poslužitelj ima stranicu o temi Corazon Aquino |